# Onthophagus flavolimbatus
Onthophagus flavolimbatus är en skalbaggsart som beskrevs av Johann Christoph Friedrich Klug 1855. Onthophagus flavolimbatus ingår i släktet Onthophagus och familjen bladhorningar. Inga underarter finns listade i Catalogue of Life.